# Altmann
Altmann – szczyt w paśmie Schweizer Voralpen, części Alp Zachodnich. Leży w Szwajcarii na granicy kantonów St. Gallen i Appenzell Innerrhoden. Można go zdobyć ze schroniska Berggasthaus Rotsteinpass (2120 m) lub Zwinglipasshütte (1999 m).